# Microsoft Bing
是一款由微软公司推出的網路搜尋引擎，起源于微软的MSN Search。

## 历史

### MSN Search
MSN Search与Google几乎同时诞生。微软于1998年的第三个季度创立了MSN Search， 其搜索结果均来自Inktomi。同时Google公司刚刚注册，刚拿到第一笔风险投资。而那时的MSN Search还只是一个非正式的项目，由来自Office部门的Rohit Wad启动了这个想法。有趣的是，bzip2的发明人Michael Burrows，也是MSN Search非常早期的技术骨干之一。 
1999年初，MSN Search推出了新版，该版本混合了Looksmart和Inktomi的搜索结果。此后除了1999年时很短的一段时间内，它使用了AltaVista的搜索结果，MSN Search一直按此原理进行搜索。2003年，微软续签了与Inktomi的技术服务协议，但是在此之前，Yahoo已经宣布它即将买下Inktomi，只是交易尚未完成。接着，AltaVista也被Yahoo收购了。
从某时起，微软开始自建網路爬蟲和網絡索引，而不是像以前那样只是做结果修饰和整合。该更新从2004年11月开始对外测试，次年2005年2月，测试结束。
但是，在那个时刻MSN Search的图片搜索，仍由第三方搜索引擎Picsearch提供支持。MSN Search还开始向其他搜索引擎门户提供其搜索结果，以便于更好地在市场上竞争。

### Windows Live Search

Windows Live Search的主页

2006年3月8日，Windows Live Search的第一个公开测试版推出；同年9月11日，Windows Live Search正式取代了MSN Search。
新的搜索引擎开始使用搜索选项卡，设有网站、新闻、图像、音乐、桌面、本地和Encarta7个部分。
在MSN Search至Windows Live MSN Search的更替中，微软不再使用Picsearch作为其图像搜索服务的提供商，开始使用自己的图像搜索服务。

### Live Search

Live Search的主页。微软在创立Bing的主页时，它对其曾有所帮助。

2007年3月21日，微软宣布将其搜索服务与Windows Live分开，并更名为Live Search。
Live Search被整合到了由薩蒂亞·納德拉管理的Live Search and Ad Platform。此外，Microsoft adCenter也与Live Search合并。
微软搜索服务的一系列重组和整合都是在Live Search这一品牌下完成的。2008年5月23日，微软宣布停止Live Search图书和Live Search学术的服务，并将所有学术和图书方面的搜索结果整合到了常规搜索中，Live Search图书出版商计划也宣布关闭。
不久以后，Windows Live Expo也于2008年7月31日停止运行。Live Search Macros——一款允许用户创建自己的自定义搜索引擎或使用其他用户创建的自定义引擎的服务，也在不久后停止服务。
2009年5月15日，Live Product Upload——一款允许商家将产品信息上传到Live Search Products的服务于当天关闭服务。
2009年2月18日，Live Search QnA更名为MSN QnA；同年5月21日，QnA停止服务。这也是此时期微软对Live Search的最后一轮调整。

### 更名為Microsoft Bing
微软意识到，只要“Live”一词保留在名称中，其服务就会出现问题。
为了给微软的搜索服务创建新的身份，Live Search于2009年6月3日被Bing取代。
微软声称，此款搜尋引擎将以全新的姿态面世並带来革命。2011年7月，Bing的搜尋成功率已比開始時大幅提升，甚至與Google類似；但与此同时，也有用户对Bing的搜尋能力并不满意。
Bing的内测代号为Kumo（「蜘蛛」的日文），其后在2020年10月5日更名為Microsoft Bing。

### 集成OpenAI语言模型

於Bing搜尋「維基百科」後，必应聊天產生的回應。

微软在2022年夏天的时候看到了OpenAI的GPT模型演示，当时向微软展示的模型比GPT-3.5（新版必应所使用的模型）强大得多。微软在看到演示模型的强大功能之后，就拍板决定将GPT集成到新版必应中。
2023年2月7日，微软正式宣布将ChatGPT整合进新版必应 (New Bing) 和Microsoft Edge浏览器中。微軟將整合後的Bing稱之為「全新的Bing」（New Bing），整合後的聊天機器人稱為「Bing聊天」（Bing Chat）。整合后的新版必应采用OpenAI的AI模型GPT 3.5的升级版GPT-4，比ChatGPT使用的GPT 3.5更强大，能够使用最新信息和注释答案更好地回答搜索查询，可以切进或切出聊天模式。它的搜索查询框最多可以接收1,000个字符。
2023年2月17日，有消息称新版必应有Sydney、Assistant、Friend、Game四种模式，其中Sydney为默认模式，仅微软内部人员能切换到其它模式。
由于初始的新版必应聊天有时出现侮辱用戶、撒谎等問題，2023年2月18日，微软宣布對新版必应聊天進行调整，限制了用户的提问次数，用户每次只可以提出5个问题，超出此限制后就必须清除会话记录重新开始提问；每位用户每天最多只能提50个问题，超出此限制后必应聊天将不会回应任何问题。在随后的几周内，微软应用户的要求，逐渐放宽了限制。到后来的3月29日，每日聊天次数限制放宽至300，每个会话的轮次放宽至30。
2023年2月28日，有消息称微软邀请了部分用户测试必应聊天的“聊天風格”功能，用户可于几种模式间切换，呈现不同的聊天内容。
2023年3月4日，微软宣布为必应聊天引入了一些新的功能和特性，其中包括“精确”、“平衡”和“创意”模式，用户可在这三种模式之间进行切换，以体验不同的聊天语气。
2023年3月15日，微软必应博客在美国时间2023 年3月14日以及微软公司副总裁兼消费者首席营销官 Yusuf Mehdi 确认 Bing Chat 聊天机器人 AI 已经在 GPT-4 上运行。
2023年3月22日，微软宣布基于 GPT-4 的必应聊天（Bing Chat）现在整合 Bing Image Creator 功能。该功能基于 OpenAI 另一个深度学习模型 DALL-E，可以基于用户输入的文本内容自动生成图像。
2023年3月，必应搜索引擎的活跃用户总数达1亿。
2023年4月12日，科技媒体Bleeping Computer报道，微软在必应搜索结果页面引入了必应聊天（Bing Chat）体验。不过目前仅限于特定关键词，并未覆盖所有搜索场景。
2023年5月4日，Bing聊天正式进入开放预览（Open Preview）模式，任何人都可以使用。
2023年5月6日，微软必应官方博客发布博文，介绍了两项新的功能特性。其一是格式化回答的内容，第二是Image Creator支持中文等 100 多种语言。
2023年5月11日，微软更新了 AI 聊天机器人必应聊天（Bing Chat），引入了导出聊天记录和知识图谱两项功能 / 特性。
微软广告和网络服务部门的负责人 Mikhail Parakhin 表示，从2023年6月份开始，该公司将尝试让必应聊天支持第三方浏览器。此前只有微软的Microsoft Edge浏览器支持必应聊天。
2023年6月，微软广告和网络服务首席执行官米哈伊尔・帕拉欣（Mikhail Parakhin）表示正为必应聊天（Bing Chat）测试图像识别和视觉搜索功能。
2023年6月29日，IT之家报道称微软广告和网络服务主管 Mikhail Parakhin 表示会在未来几个月内，邀请 Bing Chat 用户参与测试 AI 炒股功能。
2023年8月14日，IT之家报道称根据Microsoft Bing首席执行官Mikhail Parakhin的说法，Bing Chat 升级已完成 99%，此次升级旨在提高 Bing Chat 的速度和可靠性，并引入第三方插件和“nosearch”等新功能。
2023年9月2日，微软必应博客发布博文，表示为必应搜索（Bing Search）和必应聊天（Bing Chat）增强地图服务，前者帮你规划目的地路线，后者提醒路途是否存在危险。
2023年10月4日，微软宣布OpenAI 最新的 DALL-E 3 图像生成器现在可供所有 Bing Chat 和 Bing Image Creator 用户免费使用。
2023年12月5日，媒体报道称微软为Bing搜索引擎带来一个名叫必应深度搜索（Deep Search）的功能，并称这项功能是建立在必应现有的网页索引和排名系统之上，并基于 GPT-4进行了强化，微软称这个功能在当用户使用Bing搜索引擎搜索时，GPT-4会接收相应的查询，并针对理想搜索结果进行更加一个全面的描述，但目前有媒体称它目前就只是一个可选功能，因为它更适合那些习惯用复杂的方式去问问题的人。

## 名稱
Bing一词是由议题小组选择的，詞源來自一位心臟病科醫師理查德·苪。
微软认为这个名字不但很简短，而且容易拼写、易于记住，微软还希望将它写入其搜索服务的URL中。这个词会提醒人们在「发现新事物和下定决心时」发出的声音。
微软在品牌咨询公司Interbrand的帮助下，搜索了新型搜索引擎的最佳名称。
这个词与“bingo”十分相似，其用于表示某事和某物已被找到或实现，就像在玩时获胜了一样。
微软的广告策略师大卫·韦伯斯特最初想更名为Bang，但最终他出于类似的理由 - 容易拼写、一个音节、易于记住，同意将Live Search更名为Bing。Bang一词最终没能成为微软搜索服务的新名称，因为在互联网搜索时的上下文中，不能被正确地用作动词。

韦伯斯特曾经做出过这样的评价：
「哦，‘我撞了它’（I banged it）和‘我咬了它’（I binged it）有很大的不同。」
微软副总裁尤瑟夫·梅赫迪在一封信中称，在给确定中文名稱时，已经知道直接翻译时，有「病」的负面意思。
因此，在请教了汉语学家后，为其设置一个簡體中文名 -「必应」，来源于成语「有求必应」，与搜索引擎的目的十分相符。

## 域名
除了主域名bing.com外，Whois查詢结果顯示，微軟為一些國家和地區提供了专属域名，例如：
| 地區     | 域名        |
| -------- | ----------- |
| 澳大利亞 | bing.com.au |
| 紐西蘭   | bing.co.nz  |
| 英國     | bing.co.uk  |
| 加拿大   | bing.ca     |
| 新加坡   | bing.sg     |
| 中國大陸 | cn.bing.com |
| 香港     | bing.com.hk |
| 台灣     | bing.tw     |
| 德國     | bing.de     |
| 法國     | bing.fr     |

此外，還使用依據中文譯名“必應”之拼音的域名：biying.com、biying.com.cn和biying.cn，用於其中國大陸站點。
用家如果使用中国大陆IP地址访问Bing，会重被定向至中国微软必应 （页面存档备份，存于）；中国大陆的必应版本仅可通过中国大陆IP访问，否则会被重定向至微软必应 （页面存档备份，存于）。

## 功能与App
Bing提供各种搜索服务，包括Web、视频、图像、学术、词典、新闻、地图、旅游等搜索产品，以及翻译和人工智能产品Bing Chat。

### Bing Apps
微軟在2012～2014年間將某些由其開發的應用程式之集合稱作“Bing Apps”。
其後，Bing Apps改組為MSN Apps、Windows系統內建程式、保留少部分掛名Bing的程式。
目前名稱包含Bing的程式包括Bing搜尋、必应词典、Bing桌面及鎖定畫面、微软必应输入法、必应工具栏和Bing Maps，其中很多程式都提供了不同平台的多种版本。
必应工具栏是一个替代MSN工具栏的浏览器扩展工具栏。在工具栏的帮助下，用户提供了从他们的Web浏览器中的Bing和MSN内容的链接，而不需要离开他们已经在的网页。
用户可以自定义Bing Bar的主题和配色方案，也可以在用戶介面中选择性显示MSN相关内容的按钮。Bing Bar还可以链接到Outlook.com、Skype和Facebook。

### 微软Copilot
Bing Chat，也被称为“新 Bing”，是微软开发的人工智能 (AI) 聊天机器人，于2023年2月7日发布。
它由 Microsoft Prometheus 模型提供支持，建立在OpenAI的GPT-4基础大语言模型(LLM)之上，并使用监督学习和强化学习技术进行了微调。 
2023年11月15日，微软宣布 Bing Chat 本身将更名为 Microsoft Copilot。 
该功能在中国大陆的专属域名中无法使用。

## 争议

### 商标问题
2009年7月31日，Laptop在新闻稿中表示它将会就Bing的商标问题申请法律控诉。他们认为Bing可能会导致市场的混乱，因为Bing和他们的产品BongoBing都属于線上搜尋这一领域。
軟體公司TeraByte Unlimited有一个名为BootIt Next Generation的产品，其简称为BING，该公司也以类似的理由发起诉讼。一家位于密苏里州的设计公司Bing！資訊設計也有类似的做法。
微软认为，这些行为毫无价值，因为他們于2009年3月向美国联邦发起申请后，这些公司才开始申请。

### 与雅虎的关系
2003年前后，雅虎陆续收购了多家搜索技术服务公司，其中不少曾与微软有过搜索业务合作。
2008年2月，微软试图收购雅虎以扩展其互联网业务。但收购最终并未成功。谈判途中，雅虎签订了一个和Google的搜索业务合作协议，为期十年。
2008年底，微软宣布雅虎掌管搜索业务的高管陸奇即将跳槽加入微软。
2009年7月29日，在陸奇等人的努力下，微软与雅虎宣布签署一份为期十年的搜索合作协议。
雅虎被授权使用搜索的核心技术，而两家公司共享广告业务带来的利润，具有排他性。
在该协议中，雅虎将其全部的搜索技术提供给微软，并转而使用微软的搜索和搜索广告结果。
雅虎从此在搜索业务上只专注于销售，以及保留一个非常小的技术团队与微软对接。双方约定该协议在5年后，根据一定条件可以重新修订。
2015年，微软与雅虎的搜索合作协议遭到修订。雅虎被允许使用自己的搜索技术，以及与微软以外的搜索服务商在一定程度上进行商业合作

### 网络审查
微软为了满足中国政府的审查要求，在中国大陆的用户使用简体中文进行搜索时，其内容均会受到审查。Google退出中国后，微软也没有停止对简体中文实行审查的意愿。无论用户身在何处，只要他们使用简体中文搜索，其结果都会遭到审查。
的中國版（cn.bing.com）伺服器设在中國境內，搜索结果会进行内容审查。但在中國大陆使用国际版（bing.com）也无法避开中國政府的审查，输入简体敏感词时也存在内容过滤的问题。
自2014年8月21日起，中国用户使用国际版时會被强制重定向至中国版（cn.bing.com），使用加密的国际版时会显示Error404。對此事，微软未有任何回应。
2017年上半年开始，中国大陆用户访问全球版global.bing.com时被强制重定向至接受中国政府审查的cn.bing.com，後者的首页也删除了相关链接。但下半旬，Bing再次改动了中国版的首页，它在搜索栏顶上附上了“国际版”和“国内版”的切换链接。不过，这个“国际版”仍然在中国cn.bing.com下运行，受到审查，英语搜索结果排名亦受到操控，会着重显示来自中国官媒—如新华网、中国日报等的内容。中国大陆以外的用户访问cn.bing.com会被重定向到www.bing.com，搜索结果不受中国政府的审查。
东八区时间2019年1月23日下午，据报中国大陆用户无法直接访问必应，部分网民登入需使用VPN，怀疑受到DNS污染。但其子域名及备用域名暂未受影响。同日，上海报业集团旗下的新聞报道稱：其“得到必应相关人员证实，由于百度流量冲向必应，必应搜索暂时无法使用，目前还未恢复。必应已经组织人员修复。”但随后不久就自其网站删除了这一则消息。东八区时间24日上午，日本經濟新聞旗下的金融時報及其中文网称“消息人士”证实必应被屏蔽是政府的命令。北京时间2019年1月24日晚9时，必应在中国大陆大部分地区恢复正常访问。
2021年6月5日，路透社报道称，在六四事件三十二周年当天周五，来自美国、新加坡、德国等地用户通报，在Bing键入关键字“坦克人”(Tank man)，无论是在视频或图片搜寻功能中都无法找到坦克人照片。微软因此被质疑实施内容审查，在六四当天屏蔽坦克人。微软公司周五回应称这是“人为失误”，正在积极解决问题。在微软承认问题的数小时后，在Bing中搜寻“坦克人”仍只显示其他国家的坦克照片。微软并没有详细说明这个人为错误是什么，或是它如何发生的。
2021年12月15日，根據中華人民共和國法律，Bing在中國內地暫停 “搜索自動建議” 功能 30 天。2021年12月16日，根據部分網民反饋，其服務在中国大陆部分地区已无法正常访问 ，2021年12月18日12时，Bing搜索引擎在中國大陸基本恢復正常。2022年1月，Microsoft Bing在中國大陸的搜索建議功能恢復。
2022年3月19日，Microsoft Bing的搜索建議功能在中國內地暫時關閉七天，這是繼2021年12月15日暫時關閉3個月以後，再次出現關閉的情況，
2022年3月26日，Microsoft Bing的搜索建議功能恢復。
2023年8月19日，微软社区网友LiCaoZ（非 Microsoft 员工）发文称，自8月19日11时起，包括必应搜索在内的部分Microsoft服务受到了部分地区中国移动省份网关屏蔽，流向Microsoft数据中心节点的数据包会在经过省份网关时被丢弃，此文章被IT之家引用，但在2023年8月19日，Microsoft员工Meibo Zhang 2046在此贴文中称这个不是微软官方的公告，涉及到重要信息，请尽快删除此文章，目前此贴文内容已经删除，并锁定了此会话，不能回复此会话，随后再访问该社区链接会显示拒绝访问。

### 雙胞案
此前，台灣版Bing搜尋共有兩處，一為台灣微軟所架設的繽紛搜尋；另則是全球微軟在推的台灣版。前者延續MSN的花俏華麗介面，且除了搜尋框之外，更有各式的分類索引與導覽，類似一個入口網站；後者則仿效Google的簡潔介面。
根據台灣微軟的說法，Bing「繽紛搜尋」是台灣微軟投入大量資源進行在地化開發的成果，智慧分類介面讓使用者更容易找到所需要的資訊。這項新功能讓繽紛搜尋與其他競爭對手（Google及Yahoo等）有很大的不同，這樣的設計使繽紛搜尋可以達到讓使用者獲得「五彩繽紛」又便利的搜尋結果。針對雙胞案對用戶可能造成的不便，當時台灣微軟也承諾未來將進一步予以整合，但必須等到官方版功能到位後，再視市場需求決定整合方案。現今这两者已經合併。

### 中国桌面搜索引擎市场份额争议
2023年5月22日，根據StatCounter的数据显示，2023年4月，微软必应搜索在中国内地桌面搜索市场份额达到37.4%，並取代百度成为中国第一大桌面搜索引擎，但因为中国互联网大量网站 / App 并不开放接口，统计不到，所以这个数据在中国被质疑。
一位百度搜索竞品公司人士称这个数据不准确，这家网站抓取的样本范围可以定向优化，抓取的逻辑和行为有漏洞。国内数据调研机构艾媒咨询CEO张毅告诉记者，由于微软浏览器Edge内置了Bing，带动了一部分Bing用户，不过据他了解，国内更多人是用Edge打开的百度，因此他对statcounter数据的科学性有所担心。
微博认证为逐鹿网创始人的网友 @阑夕认为，Statcounter 的数据采样很长一段时间来都是失真的，比如它统计出中国移动端搜索份额排名第二、高达 31% 的产品是 Yandex；它统计的中国 PC 端社交媒体的市场份额，Pinterest 是微博的 10 倍以上，该网友认为，StatCounter 压根就没有多少中国境内的流量数据，基本上没有被引用的价值。

Statcounter 首席执行官 Aodhan 回应称，
“搜索引擎中国份额统计存在异常，我们正在调查。”

### AI争议
2023年2月17日，纽约时报的发表了一篇名为《人格分裂、疯狂示爱：一个令人不安的微软机器人》的文章，科技专栏作者凯文·罗斯发布这篇长文称，他与ChatGPT版必应进行了长时间对话。必应告诉他，它想成为人类，并透露了一个它声称“没有告诉任何人”的秘密：它的名字实际上是“辛迪妮”。它不断对罗斯示爱，说“我想和你在一起”，并给他发了“心心眼”表情符号。2023年2月18日，微软将聊天体验的上限为每天50次对话，每轮5次对话，一次对话包含用户的提问和必应的回复。
中国大陆媒体IT之家在2023年7月11日发表文章称有Reddit用户发帖认为微软严苛限制了必应聊天（Bing Chat）的“创造力”模式，其回答内容已没有太大的创造力，最终选择弃用该平台。

### 搜索能力争议
2023年11月23日，媒体报道称有用户使用微软必应引擎搜索“澳大利亚存在吗（does australia exist）”这一问题时，必应会给出“澳大利亚不存在”的回应。

## 虚拟人物形象
2009年12月18日，微软在日本开始了为期一个月的Bing促销活动，在用户使用必应搜索引擎到一定次数的时候，用户将获得名为Nanako, Nanae, Nanao, Nanami和Nana的虚拟人物主题。

## 附注
1. 1 2  该服务仅在中国大陆可用。
2. ↑  该服务在中国大陆不可用。
3. ↑  该服务在中国大陆不可用。该服务在中国大陆的对应板块曾被聊天机器人小冰取代（原微软小冰，曾为微软公司的业务。）然而，该机器人曾总是应答称其正在升级。目前小冰功能已被取消
4. ↑  https://www2.bing.com
5. ↑  https://www4.bing.com
6. ↑  由“搜索引擎百度已死”一文带来的引导流量。